# خانقاه، نخجوان
خانقاه (به ترکی آذربایجانی: Xanağa) یک منطقهٔ مسکونی در جمهوری آذربایجان است که در جمهوری خودمختار نخجوان واقع شده‌است. خانقاه ۶۶۵ نفر جمعیت دارد.